# Magda Lane
Magda Lane foi uma atriz de cinema nascida na Suíça e radicada ao cinema estadunidense da era do cinema mudo, que atuou em 33 filmes, todos para a Universal Pictures, entre 1919 e 1923.

## Biografia
Seu primeiro filme foi o curta-metragem Ace High, em 1919, pela Universal Pictures. Atuou em diversos curta-metragens pela Universal, ao longo de 1919 e dos anos 1920, entre eles Neck and Noose (1919), The Fighting Heart (1919) e The Trail of the Holdup Man (1919), muitos deles ao lado de Hoot Gibson. Atuou nos curta-metragens By Indian Post e The Gun Packer, ambos de 1919, dirigidos por John Ford em 1919. Em 1920 atuou em The Triflers, dirigido por Christy Cabanne, e em 1921 no seriado Do or Die, ao lado de Eddie Polo. Seu último filme foi o curta-metragem Hard Luck Jack, em 1923, após o que abandonou o cinema.
A imprensa da época relatou o afastamento de Magda da vida cinematográfica, noticiando sua resolução em trabalhar em um bureau de informações para turistas no Los Angeles Hotel, a partir de 1923.

## Filmografia
- Ace High (1919)
- The Gun Packer (1919)
- By Indian Post (1919)
- The Captive Bride (1919)
- The Four-Gun Bandit (1919)[5]
- To the Tune of Bullets (1919)
- Gun Magic (1919)
- Neck and Noose (1919)
- A Western Wooing (1919)
- The Fighting Heart (1919)
- The Fighting Sheriff (1919)
- The Best Bad Man (1919)
- At the Point of a Gun (1919)
- Dynamite (1919)
- The Wild Westerner (1919)
- The Trail of the Holdup Man (1919)
- The Counterfeit Trail (1919)
- The Triflers (1920)
- When the Cougar Called (1920)
- Locked Lips (1920
- Bought and Paid For (1920)
- Ranger Dave Morgan (1920)
- Fighting Pals (1920)
- Red Hot Trail (1920)
- Do or Die (1921)
- Range Rivals (1921)
- Rim of the Desert (1921)
- In the Nick of Time (1921)
- Both Barrels (1921)
- The Homeward Trail (1923)
- False Play (1923)
- Hard Luck Jack (1923)